# Sấy khô thực phẩm

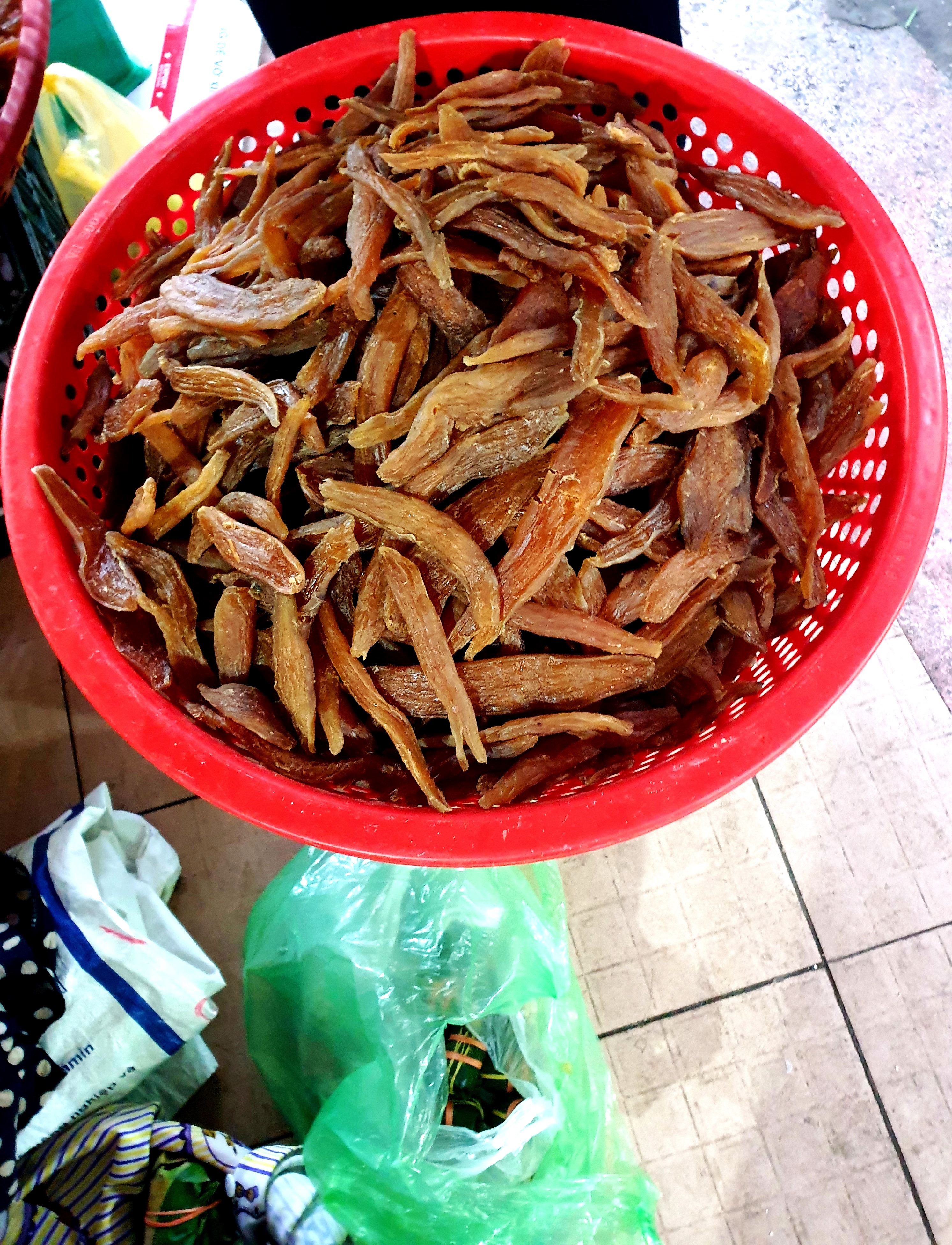
Khoai deo Quảng Bình bày bán ở chợ Đông Hà

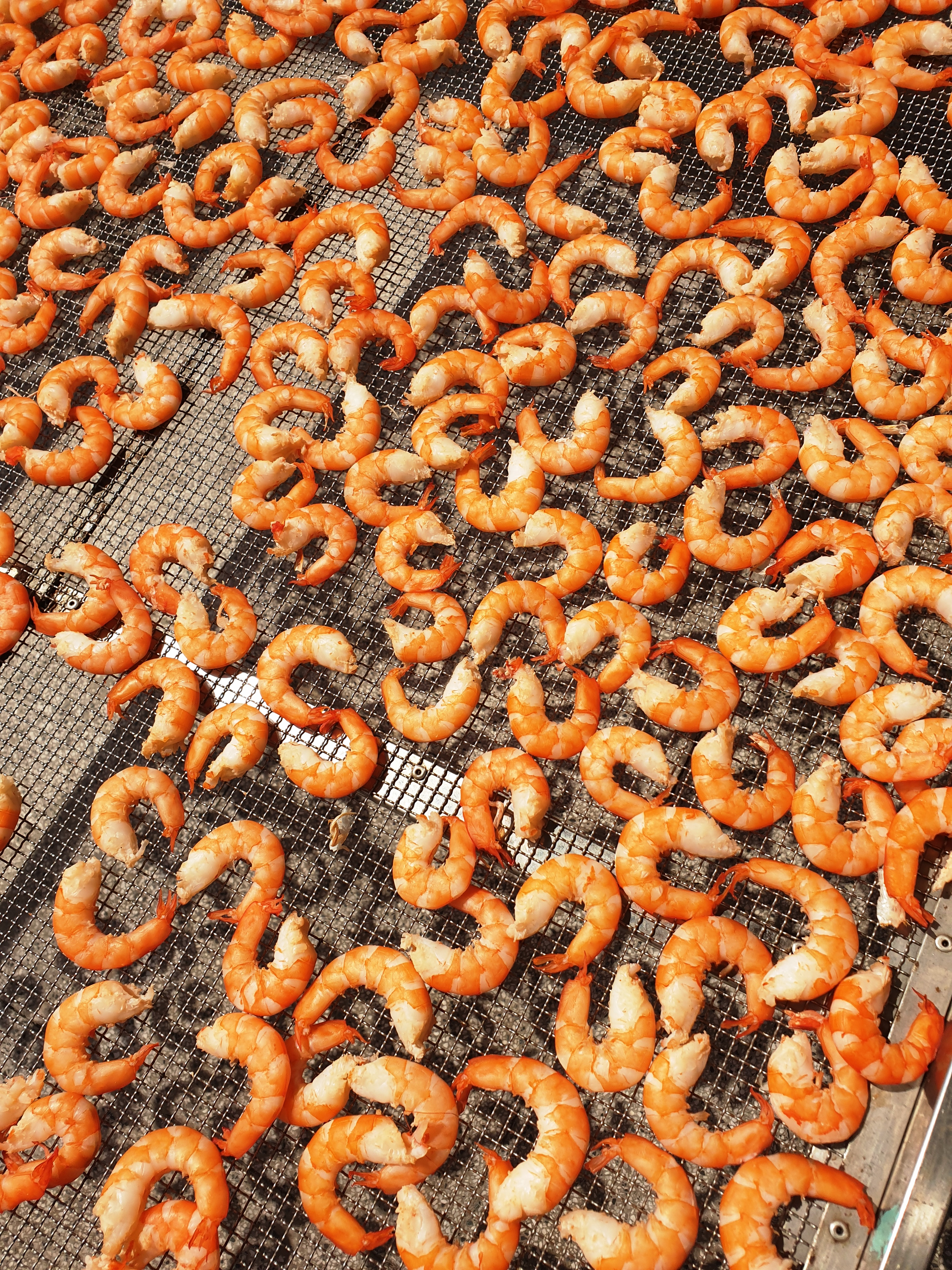
Tôm khô ở Vũng Tàu

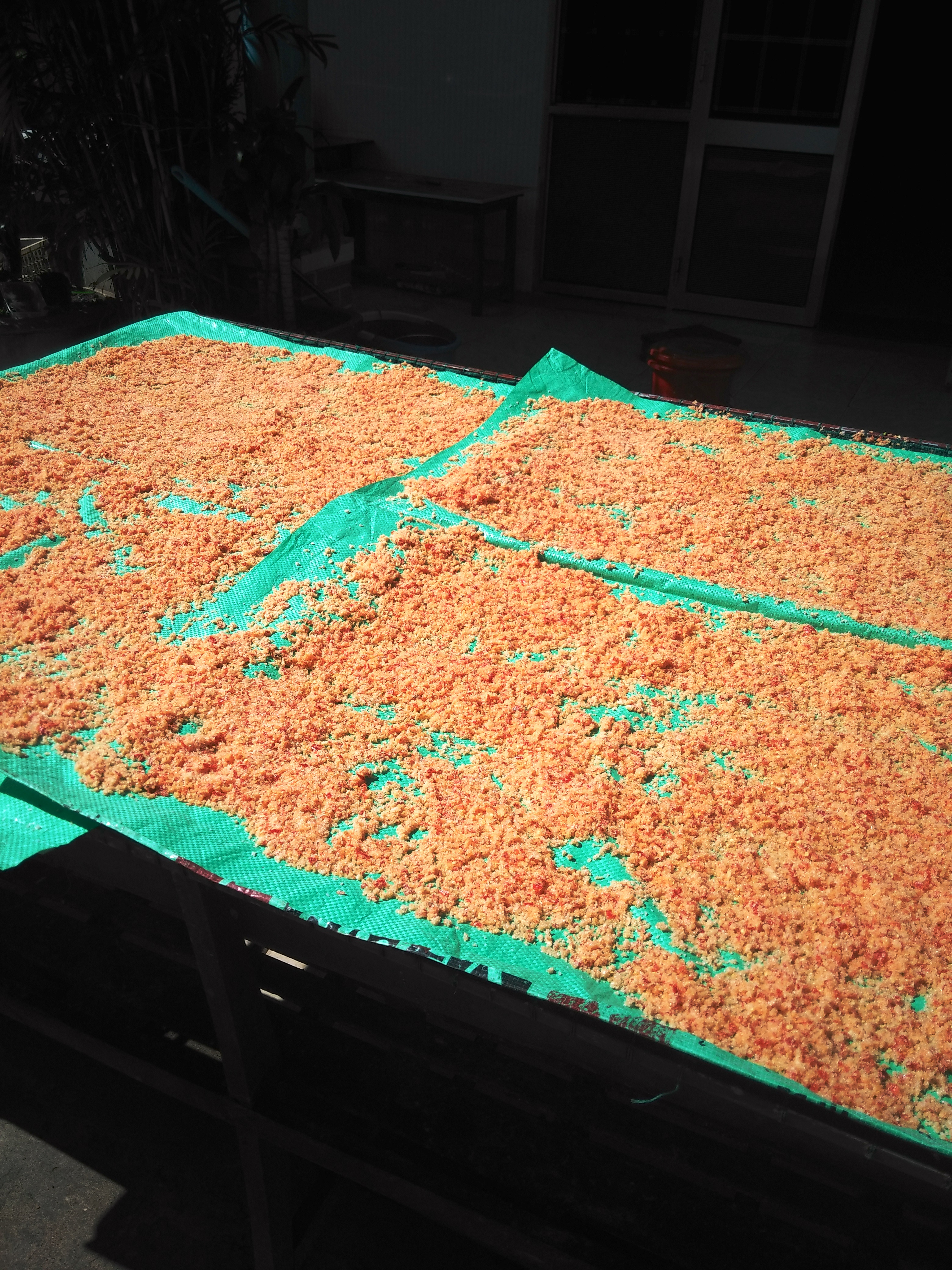
Muối tôm đang được phơi khô một nắng ở xã đảo Thạnh An

Sấy khô thực phẩm (Food drying) là một phương pháp bảo quản thực phẩm trong đó thực phẩm được sấy khô (làm mất nước hoặc được hút ẩm). Sấy khô ức chế sự phát triển của vi khuẩn, nấm men và nấm mốc thông qua việc loại bỏ nước. Việc sấy khô đã được sử dụng rộng rãi cho mục đích bảo quản thực phẩm từ thời cổ đại, phương pháp sớm nhất được biết đến là vào năm 12.000 trước Công nguyên được cư dân của các khu vực Trung Đông và châu Á hiện đại thực hành. Người ta sẽ loại nước ra khỏi thực phẩm thông qua cơ chế sự bay hơi với các phương pháp như phơi khô, phơi nắng, hun khói hoặc hong gió, mặc dù ngày nay có thể sử dụng máy sấy thực phẩm chạy bằng điện hoặc phương pháp sấy đông lạnh để đẩy nhanh quá trình sấy và đảm bảo kết cấu đồng đều và hiệu quả hơn. Có nhiều phương pháp sấy khô khác nhau, mỗi loại có những ưu điểm riêng cho từng ứng dụng cụ thể.
Nhiều loại thực phẩm khác nhau có thể được chế biến bằng cách khử nước. Quá trình khử nước thực phẩm theo kỹ nghệ công nghiệp thường được thực hiện bằng phương pháp sấy đông lạnh. Trong trường hợp này, thực phẩm được cấp đông và đưa vào hệ thống áp suất giảm khiến nước thăng hoa trực tiếp từ thể rắn sang thể khí. Mặc dù sấy đông lạnh đắt hơn các kỹ thuật khử nước truyền thống, nhưng nó cũng sẽ làm giảm sự thay đổi về hương vị, kết cấu và giá trị dinh dưỡng (ví dụ như thịt nóng tươi ngon sẽ được ưa chuộng hơn các loại thịt mát trữ đông). Ngoài ra, một phương pháp sấy thực phẩm công nghiệp được sử dụng rộng rãi khác là sấy không khí nóng đối lưu. Máy sấy không khí nóng công nghiệp rất đơn giản và dễ thiết kế, chế tạo và bảo trì. Hơn nữa, phương pháp này rất phải chăng và được cho là giữ lại hầu hết các đặc tính dinh dưỡng của thực phẩm nếu sấy bằng các điều kiện sấy thích hợp.

## Các loại
Thịt đóng vai trò quan trọng trong lịch sử loài người. Ở miền biển thì các loại cá được bảo quản thông qua các phương pháp truyền thống như sấy khô, hun khói và ướp muối. Trong nhiều thế kỷ, phần lớn chế độ ăn uống của người châu Âu phụ thuộc vào cá tuyết khô, mà còn được gọi là cá tuyết phơi khô và sử dụng phương pháp ủ muối gọi là cá tuyết muối, hoặc cá tuyết ủ muối. Cá tuyết khô là nguồn protein chính cho nô lệ trên các đồn điền Tây Ấn và là một thế lực kinh tế lớn. Cá tuyết khô thường gặp nhất là cá tuyết hoặc cá tuyết chấm đen, được gọi là Harðfiskur, là một món ngon ở Iceland, trong khi thịt tuần lộc khô là một món ăn truyền thống của người Sami. Thịt khô bao gồm Prosciutto (thịt xông khói Parma), Bresaola, Biltong và thịt sấy (thịt bò sấy). Trái cây khô đã được dùng từ lâu do hàm lượng đường cao và vị ngọt cũng như thời hạn sử dụng lâu hơn sau khi sấy khô.
Trái cây, các loại quả có thể được sử dụng và đặt tên khác nhau khi sấy khô như nho khô, có thể được chế biến thành các sản phẩm khác nhau có thể ăn ngay, sử dụng trong công thức nấu ăn hoặc ngâm nước. Rau củ sấy đông thường có trong thực phẩm dành cho những người đi du lịch ba lô, thợ săn và quân đội (lương khô). Tỏi và hành tây thường được sấy khô và bảo quản và được bện lại với nhau. Nấm ăn được đôi khi được sấy khô để bảo quản hoặc dùng làm gia vị. Có thể sấy khô rau, trái cây và thịt tại nhà bằng máy sấy điện (thiết bị gia dụng) hoặc phơi nắng hoặc hong gió. Có thể sử dụng các chất bảo quản như Kali metabisulfit, Butylated hydroxyanisole (BHA) hoặc Butylated hydroxytoluene (BHT). Tuy nhiên, các sản phẩm khô không có các chất bảo quản này có thể cần phải làm lạnh hoặc đông lạnh để đảm bảo bảo quản an toàn trong thời gian dài. Công nghệ rào cản sử dụng liều lượng thấp của nhiều kỹ thuật bảo quản thực phẩm để đảm bảo thực phẩm không chỉ an toàn mà còn hấp dẫn về mặt thị giác và kết cấu.